# Evrovizijska Melodija
Evrovizijska Melodija (häufig abgekürzt als EMA; deutsch: Eurovision Melodie) ist der slowenische Vorentscheid für den Eurovision Song Contest. Seit 1996 wird dieser regelmäßig ausgetragen. Verantwortlich für die Austragung ist der öffentlich-rechtliche Fernsehsender Radiotelevizija Slovenija (RTV SLO).

## Geschichte
Vor der EMA, die im Jahr 1996 ihr Debüt feierte, veranstaltete die slowenische Rundfunkanstalt RTV SLO jeweils zwei Vorentscheidungen unter den Namen Slovenski izbor za pesem Evrovizije. 1996 fand dann erstmals die EMA statt, die seither fast alle slowenischen Beiträge ausgewählt hat. Lediglich in den Jahren 2000 und 2013 fand die Vorentscheidung nicht statt. 2000 durfte Slowenien wegen der damaligen Regelung nicht am Eurovision Song Contest teilnehmen, 2013 verzichtete RTV SLO aus Zeitgründen auf eine Vorentscheidung und wählte seinen Beitrag erstmals und zum bis dahin einzigen Mal intern aus. Ursprünglich sollte zum Eurovision Song Contest 2021 die EMA 2021 als reine Lied-Vorentscheidung für Ana Soklič dienen. Später wurde die EMA aber durch die andauernde COVID-19-Pandemie abgesagt und Sokličs Lied stattdessen intern ausgewählt.

## Format

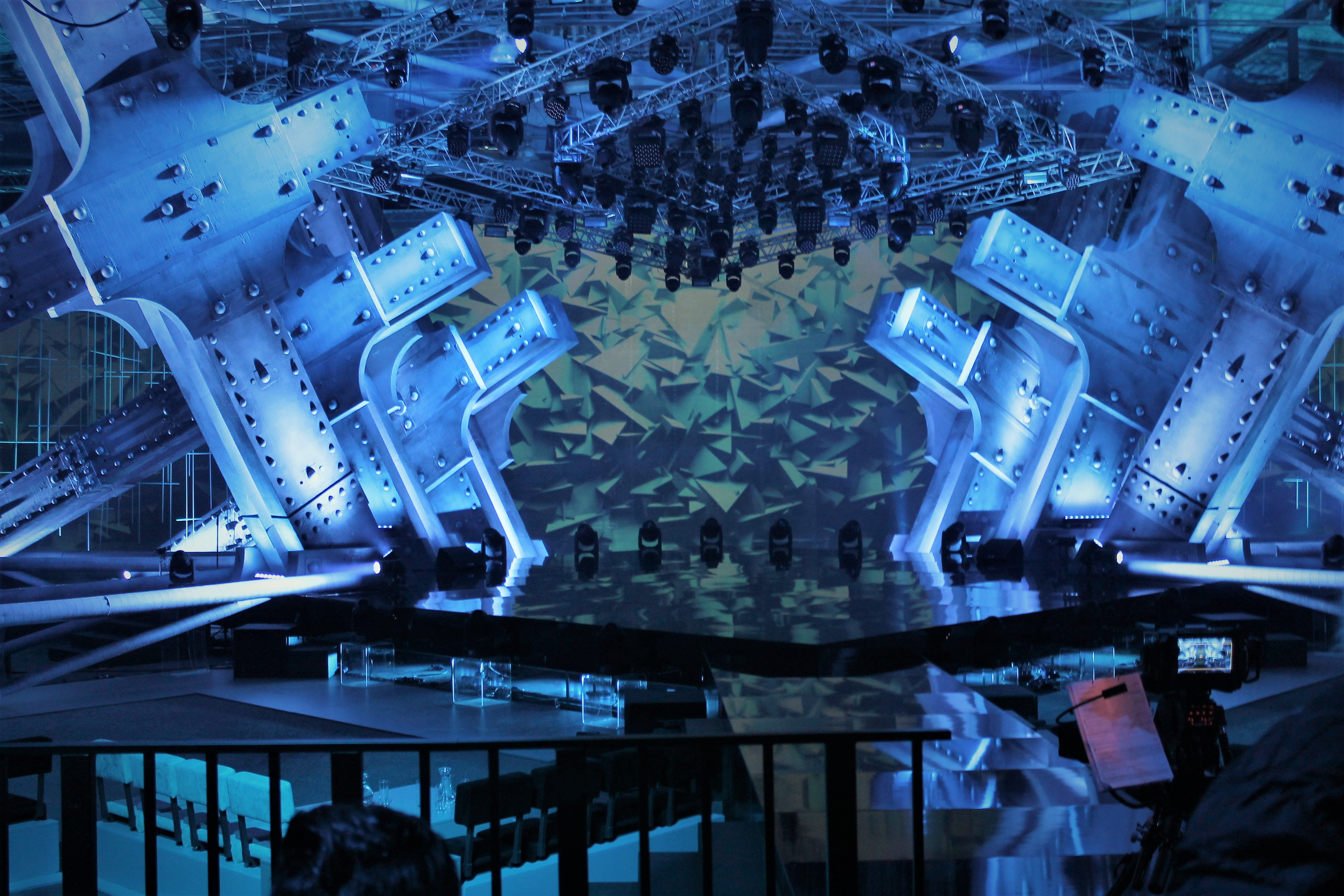
Die Bühne vom EMA 2017

Die EMA fand bisher unter vielen verschiedenen Formaten statt. Dabei änderte sich oft die Teilnehmeranzahl sowie das Abstimmungssystem.

### Ein klassisches Finale (1996 bis 1999, 2006)
1996 nahmen 11 Teilnehmer an der EMA teil, der Zwölfte wurde vor der Sendung disqualifiziert. Die Sendung fand an einem Abend statt, der Sieger wurde unter 12 regionalen Jurys entschieden. 1997 und 1998 hingegen nahmen 14 Interpreten an der Sendung teil. Allerdings lud RTV SLO die Teilnehmer ein, da der Sender insgesamt sieben Liedermacher einlud, um je zwei Lieder für die Sendung zu komponieren. Der Sieger wurde in beiden Jahren durch Televoting entschieden, die regionalen Jurys wurden abgeschafft. 1999 hingegen wurde wieder ein öffentlicher Aufruf gestartet, wovon RTV SLO 20 Lieder auswählte. Drei davon wurden disqualifiziert, so dass am Ende 17 Interpreten gegeneinander antraten. Im Vergleich zu den beiden Vorjahren zählte das Televoting nur noch ein Drittel vom Gesamtergebnis. Ein weiteres Drittel entschied eine slowenische Jury, das andere Drittel wurde von einer internationalen Jury bestimmt.
2006 fand erstmals seit sieben Jahren wieder nur ein klassisches Finale statt. 13 Interpreten traten dort an, der Sieger wurde per Juryvoting, Televoting und SMS-Voting über die typischen Eurovision-Punkte (12, 10, 8 bis 1 Punkt/-e) entschieden.

### Ein Finale und ein Halbfinale (2001, 2002, 2009, 2018)
2001 fand die EMA erstmals an zwei Abenden statt. Es gab ein Halbfinale mit 22 Teilnehmern, wovon zwölf Teilnehmer das Finale erreichten. Sechs davon wählte das Televoting, sechs wurden von einer Jury bestimmt. Im Finale entschied das Televoting, eine Expertenjury und eine RTV SLO Jury den Sieger. Auch 2002 fand dieses Format Anwendung, allerdings mit nur 18 Halbfinalteilnehmern, wovon nur zehn das Finale erreichten.
2009 fand erstmals seit sieben Jahren wieder nur ein Halbfinale mit 14 Teilnehmern statt. Acht davon erreichten das Finale, wo die Finalisten auf sechs bereits im Vorfeld von RTV SLO ausgewählten Beiträge trafen. Im Halbfinale und im Finale entschied zu 50 % das Televoting und zu 50 % das Juryvoting die Ergebnisse. Auch 2010 wurde dieses System angewendet. 14 Interpreten traten im Halbfinale gegeneinander an, sieben davon qualifizierten sich für das Finale. Dort trafen die sieben Finalisten auf sieben von RTV SLO eingeladene Interpreten. Im Halbfinale und Finale entschied aber alleinig das Televoting den Sieger.
2018 wurde das System dann erstmals seit acht Jahren wieder verwendet. Es gab ein Halbfinale mit 16 Teilnehmern, wovon acht das Finale erreichten. Vier Finalisten bestimmte das Televoting, die anderen vier wurden von einer Jury bestimmt. Im Finale entschied dann zu je 50 % das Jury- und Televoting den Sieger.

### Finale mit Superfinale (2003, 2005, 2011, 2014 bis 2016, 2019 und 2020)
2003 fand die Sendung dann wieder nur an einem Abend statt. Erstmals fand die EMA nicht in den RTV SLO Studios statt, sondern in der Gospodarsko Razstavišče Hall A. An der Vorentscheidung nahmen 2003 insgesamt 16 Interpreten teil. In der ersten Abstimmungsrunde wurden drei Superfinalisten vom Televoting und einer internationalen Jury entschieden. Im Superfinale entschied dann alleinig das Televoting den Sieger. 2005 hingegen fand die Vorentscheidung erstmals seit 2002 wieder in den RTV SLO Studios statt. Ein Finale mit 14 Teilnehmern fand statt, wovon drei das Superfinale erreichten. In beiden Runden war lediglich das Televoting berechtigt abzustimmen.
2011 fand das System mit einem Finale und Superfinale erstmals seit sechs Jahren wieder seinen Nutzen. RTV SLO lud 2011 zehn Komponisten ein, die alle zehn Beiträge komponierten. Im Finale entschied dann eine dreiköpfige Jury, welche zwei Beiträge das Superfinale erreichen. Im Superfinale bestimmte dann nur das Televoting den Sieger. 2014 wurde das System von 2011 wiederverwendet. RTV SLO lud sieben Komponisten ein, diese nahmen mit ihrem Lieder an der EMA 2014 teil. Eine Jury bestimmte am Ende die zwei Superfinalisten, die sich dann dem Televoting stellen mussten, denn dieses entschied alleinig den Sieger. Auch 2015 wurde dieses System genauso angewendet, allerdings mit acht Liedern statt sieben. 2016 wurden dann, wie es schon 2011 der Fall war, wieder zehn Komponisten eingeladen. Das System verblieb dabei das gleiche wie in den beiden Vorjahren.
2019 wurde dann das erste Mal seit drei Jahren wieder das System mit Finale und Superfinale verwendet. Nach einem öffentlichen Aufruf wählte RTV SLO zehn Finalisten aus. Eine Jury wählte am Ende die zwei Superfinalisten aus. Im Superfinale entschied dann das Televoting den Sieger. Auch 2020 wurde dieses System angewendet. Dieses Mal nahmen allerdings zwölf Finalisten teil, statt zuvor zehn.

### Vier Halbfinale und ein Finale mit Superfinale (2004)
2004 wurde die EMA um vier Halbfinale erweitert, die in je einer Woche stattfanden. Je acht Interpreten nahmen an den Halbfinalen teil. Das Televoting entschied davon drei Finalisten, der vierte Finalist wurde von einer Jury bestimmt. Zwei Wochen nach diesem fand dann das Finale mit 16 Interpreten statt, welches sich am Format aus dem Jahre 2003 orientierte und der Sieger in zwei Abstimmungsrunden bestimmt wurde.

### Zwei Halbfinale und ein Finale mit Superfinale (2007, 2008)
2007 fanden zwei Halbfinals mit einmal zwölf und einmal 14 Teilnehmern statt. Erstmals seit 2004 war der Veranstaltungsort aller drei Sendungen die Gospodarsko Razstavišče Hall A. Je sieben erreichten davon das Finale, so dass im Finale 14 Teilnehmer vertreten waren. Von den 14 erreichten zwei das Finale. Erstmals wurden alle Entscheidungen alleinig durch das Televoting vorgenommen. Auch 2008 wurde dieses System genutzt, dieses Mal mit je zehn Halbfinalteilnehmern, wovon nur je fünf das Finale erreichten. Im Finale traten also zehn Interpreten gegeneinander an, zwei erreichten wieder das Superfinale. 2008 fand die Sendung wieder in den RTV SLO Studios statt.

### TalentshowMisija Evrovizijaund ein Finale (2012)
2012 fand vor der EMA die Talentshow Misija Evrovizija statt. Dort wurden über mehrere Runden die zwei Teilnehmer für die EMA 2012 bestimmt. Am Ende gelang der Sängerin Eva Boto und dem Duett Nika & Eva Prusnik die Teilnahme an der EMA 2012. Dort präsentierten die zwei Teilnehmer je drei Lieder, wobei zu je 50 % das Jury- und Televoting die zwei Lieder ermittelten, die das Superfinale erreichten. Im Superfinale wählte alleinig das Televoting den Sieger aus.

### Zwei Halbfinale und ein Finale (2017)
2017 wurde dann ein neues Format für die EMA konzipiert. So gab es zwei Halbfinale mit je acht Teilnehmern. Je vier qualifizierten sich dabei für das Finale. Zwei wurden vom Televoting ausgewählt, die anderen zwei wurden von einer regionalen Jury bestimmt. Es war das erste Mal seit 1999 das regionale Jurys bei der EMA Anwendung fanden. Im Finale mit acht Teilnehmern bestimmte dann zu je 50 % das Televoting sowie die regionalen Jurys das Endergebnis.

## Erfolg beim Eurovision Song Contest
Der bisherige Erfolg der Vorentscheidung beim Eurovision Song Contest ist teils sehr unterschiedlich. So ist das Format der Sendung häufiger vom Erfolg beim ESC abhängig, als das Stattfinden der Sendung. Trotzdem ist anzumerken, dass beim ESC 2013, als EMA aus Zeitgründen nicht stattfand, Slowenien Letzter im Halbfinale in Malmö wurde. Auf der anderen Seite erlangte Slowenien 1995 mit Platz 7 seine beste Platzierung. Zu diesem Zeitpunkt gab es die EMA noch nicht.
Trotzdem konnte auch die EMA Erfolge und Misserfolge verbuchen. So konnte Slowenien auch mit der EMA Platz 7 erreichen und zwar 2001 in Kopenhagen. Allerdings verpasste Slowenien mit der EMA auch neun Mal das Finale vom ESC und zwar in den Jahren 2004, 2005, 2006, 2008, 2009, 2010, 2012, 2016 und 2017. Von den Formaten her ist das erfolgreichste Format der Sendung ein Finale mit einem Superfinale abzuhalten. Dieses System fand bisher 2003, 2005, 2011, 2014 bis 2016, 2019 und 2020 Anwendung. 2003 war Slowenien als Finalteilnehmer gesetzt, 2005 scheiterte die Finalqualifikation. 2011, 2014, 2015 und 2019 gelang allerdings die Finalqualifikation. Mit diesem Format verpasste Slowenien also nur zwei Mal das Finale (2005, 2016). 2020 fand die EMA zwar statt, ein Ergebnis beim Song Contest konnte allerdings nicht realisiert werden, da der Wettbewerb in Folge der COVID-19-Pandemie abgesagt wurde.

## Austragungsorte

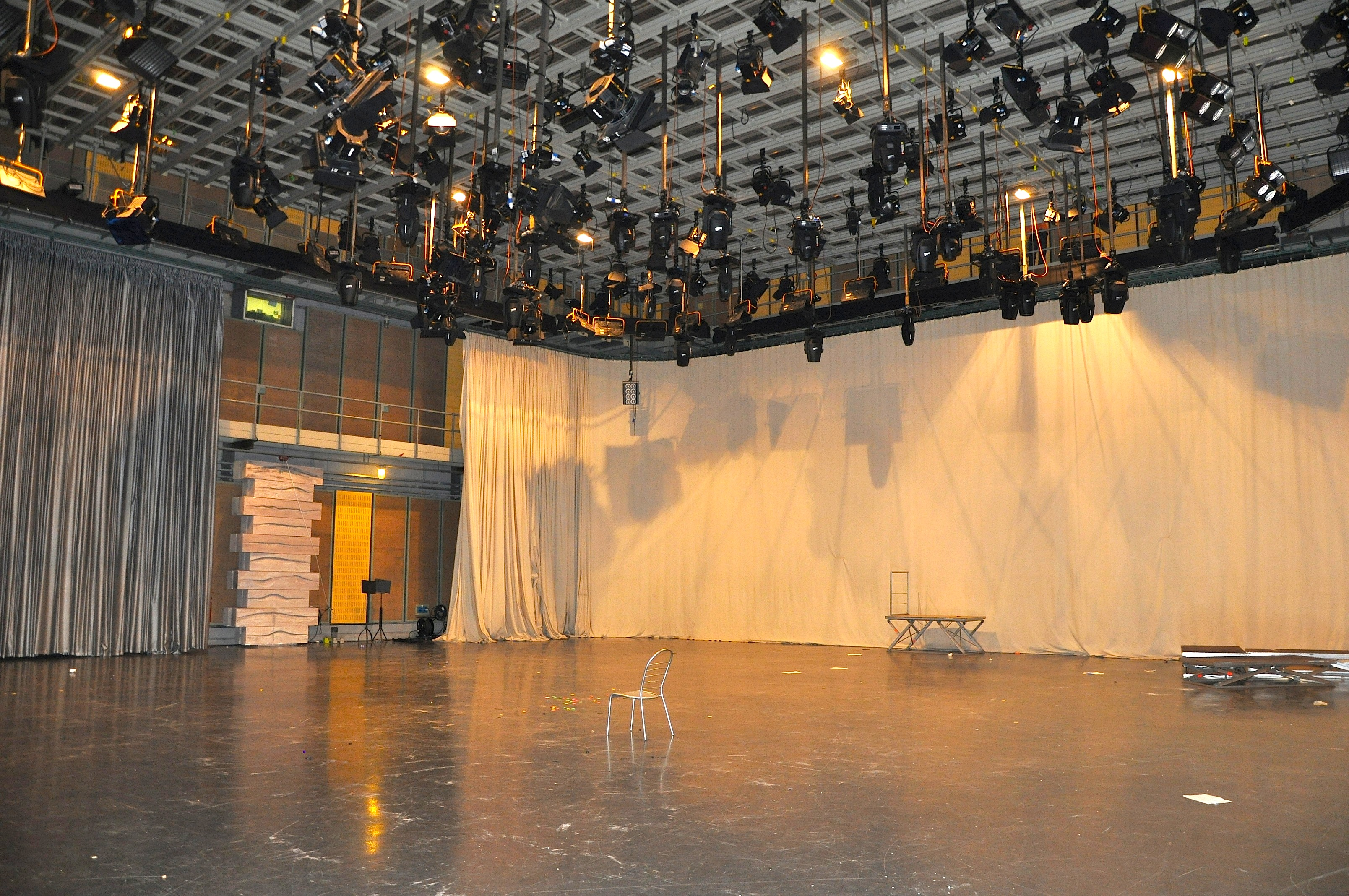
Das Studio 1 von RTV SLO im Jahre 2013, häufigster Austragungsort der EMA

Die Sendung fand bisher an drei verschiedenen Austragungsorten in Slowenien statt. Dabei war immer die slowenische Hauptstadt Ljubljana Austragungsort der Veranstaltung.

### Halbfinale
| Anzahl | Stadt     | Austragungsort                 | Jahr                             |
| ------ | --------- | ------------------------------ | -------------------------------- |
| 6      | Ljubljana | RTV SLO Studios                | 2001–2002, 2004, 2008–2009, 2018 |
| 2      | Ljubljana | Gospodarsko Razstavišče Hall A | 2007, 2017                       |

### Finale
| Anzahl | Stadt     | Austragungsort                           | Jahr                                                                        |
| ------ | --------- | ---------------------------------------- | --------------------------------------------------------------------------- |
| 19     | Ljubljana | RTV SLO Studios                          | 1996–1999, 2001–2002, 2005–2006, 2008–2009, 2011–2012, 2013–2016, 2018–2020 |
| 02     | Ljubljana | Gospodarsko Razstavišče Hall A           | 2003, 2004, 2007, 2017                                                      |
| 01     | Ljubljana | Gospodarsko Razstavišče Marmorna Dvorana | 2010                                                                        |

## Kontroversen
Kontroversen über die Abstimmung gab es 2006: Mit einer Wichtung von je 1/3 entschieden eine Jury, alle Anrufer per Telefon und alle Stimmen per SMS. Saša Lendero erhielt die meisten Telefon- und SMS-Stimmen, aber keinen einzigen Punkt von der Jury. Die Gruppe Atomik Harmonik war bei Tele- und SMS-Voting auf dem zweiten Platz, erhielt aber ebenfalls keinen Punkt von der Jury.